# Bonate Sopra
Bonate Sopra (lombardul: Bunàt Sura) település Olaszországban, Lombardia régióban, Bergamo megyében. Lakosainak száma 10 356 fő (2023. január 1.). Bonate Sopra Mapello, Ponte San Pietro, Terno d’Isola, Bonate Sotto, Chignolo d'Isola, Presezzo, Curno és Treviolo községekkel határos.

## Népesség
A település népességének változása:
| Lakosok száma | 9842 | 10 020 | 10 356 |
|               | 2017 | 2018   | 2023   |